# Ognian Zekoff
Ognian Zekoff (né à Pleven en Bulgarie en 1964) est un artiste-peintre bulgare.
Il fréquente en 1979 le Collège National des Beaux-arts Ilya Petrov à Sofia et poursuit avec succès ses études  à l’Académie nationale des arts de Sofia, de 1985 à 1991. Il expose dans de nombreuses galeries à travers l’Europe et en Amérique du Nord. Peintre reconnu et recherché, Zekoff immigre au Canada en 2007 et partage son temps entre Montréal, Paris et Sofia. Il remporte le Prix de la sélection spéciale lors de la deuxième Biennale Internationale de peinture de Pékin en 2005.
Il est présent dans de nombreuses collections privées et institutionnelles, dont la Fondation de la Cité Internationale des Arts à Paris, le Musée National d’Art Contemporain de la Bulgarie et le Musée National d’Art Contemporain de la Chine.

## Sources
- Le Métropolitain, Raphaël Lopoukhine, Le réalisme d’Ognian Zekoff est saisissant à la Galerie Thompson Landry, Toronto,  23 novembre 2011.
- Canada-Culture TV, Rossita Stoyanova, 2008, Fragments of Eden, Fragments du Paradis, Ognian Zekoff Art, (I'06).
- Biographie sur le site du Salon international d'art contemporain de Marseille